# Hrvatska stranka prava (Bosna i Hercegovina)
Za trenutnu političku stranku vidi Hrvatska stranka prava Bosne i Hercegovine.
Hrvatska stranka prava bila je politička stranka u Bosni i Hercegovini između 1991. i 2010. Od 2018. godine u BiH ponovo djeluje stranka registrirana pod tim imenom. 
HSP BiH je nastala u vrijeme rata u Bosni i Hercegovini u kojem je organizirala Hrvatske obrambene snage na čelu s Blažom Kraljevićem, međutim, nikada nije uživala širu političku podršku.
Osnivač HSP-a u Hrvatskoj, bio je osnivač i njezine sestrinske stranke u BiH, Dobroslav Paraga. On je u Ljubuškom, zajedno s ostalim stranačkim vodstvom, u lipnju 1991. objavio Lipanjsku povelju u kojoj je proglasio NDH. Lipanjska povelja bila je temelj djelovanja HSP-u BiH, kao i stranačkoj vojsci Hrvatskim obrambenim snagama tijekom rata u Bosni i Hercegovini do potčinjavanja Hrvatskom vijeću obrane. Kao takav, HOS je ubrzo prihvatilo muslimansko vodstvo koje ga je priznalo kao postrojbu Armije RBiH te ga u potpunosti instrumentaliziralo u svrhu destabilizacije Herceg-Bosne i hrvatskog političkog vodstva u BiH.
Vođa HOS-a u BiH u to vrijeme, Blaž Kraljević, odbijao je svaki oblik suradnje s HVO-m i hrvatskim političkim vodstvom, istodobno se približavajući muslimanskom vodstvu i Armiji RBiH. Kraljević poziva HOS na neposlušnost HVO-u, no ubrzo je poginuo u kolovozu 1992. u selu Kruševo kod Mostara, nakon čega je HOS, s promijenjenim vodstvom, potpisao sporazum o potčinjavanju HVO-u. Paragin utjecaj na HOS i HSP nakon toga bitno je smanjen i sužen na područje Novog Travnika, no ubrzo i novotravničko vodstvo HOS-a pristaje na potčinjavanje HVO-u, čime je utjecaj Parage na prilike u BiH nestao.
Nakon rata HSP BiH nije uspio okupiti širu masu hrvatskog pučanstva u BiH te je ostao minorna stanka na političkoj sceni. Na čelo stranke 1999. izabran je Zdravko Hrstić koji je stupio u saveznički odnos s HDZ-om BiH. Pod Hrstićevim vodstvom, HSP BiH mijenja ime u HSP i počinje se isticati kao federalistička stranka koja se zalaže za treći hrvatski entitet. U početku je uživao i potporu hrvatskog HSP-a i njegovog predsjednika Ante Đapića, koju je izgubio 2004. kada je Đapić podržao Zvonku Jurišića i njegovu frakciju unutar stranke. Jurišićeva stranka nazvana je Hrvatska stranka prava Đapić – dr. Jurišić, te isto tako ne uspijeva steći širu popularnost. HSP BiH se zbog neaktivnosti konačno ugasio 2010. kada je njegovo ime preuzeo HSP Đapić – dr. Jurišić.

## Povijest

### Rat u Bosni i Hercegovini
Hrvatska stranka prava osnovana je u Zagrebu 25. veljače 1990. Njezina sestrinska stranka HSP BiH registrirana je 10. travnja 1991. U hotelu Bigeste u Ljubuškom HSP BiH je, uz nazočnost Dobroslava Parage, 13. lipnja 1991. objavio Lipanjsku povelju. U Lipanjskoj povelji kao cilj HSP-a BiH postavljeno je uspostavljanje Nezavisne Države Hrvatske "na cjelokupnom povijesnom i etničkom prostoru s istočnim granicama Subotica, Zemun, Drina, Sandžak i Boka kotorska." Ovakav Paragin potez poslužio je srpskom akademiku Miloradu Ekmečiću i povjesničarki Smilji Avramov da optuže HSP za uspostavljanje NDH i Hrvatsku za agresiju na Bosnu i Hercegovinu i kao uvertiru za čišćenje bosanskohercegovačkih Srba. Lokalne vlasti u Ljubuškom su Paragin potez shvatile kao provokaciju.
Stranačka vojska HSP-a, Hrvatske obrambene snage, osnovane su 25. lipnja 1991. Zapovjedništvo HOS-a bilo je imenovano od strane čelništva HSP-a. U Bosnu i Hercegovinu četiri mjeseca kasnije, u listopadu 1991., stiže Blaž Kraljević, prethodno politički emigrant u Canberri. Paraginom odlukom, Kraljević je smijenio dotadašnjeg koordinatora HSP-a za BiH, poznatog novinara i pjesnika Ivicu Karamatića i na njegovo mjesto imenovao Mladena Bošnjaka. Kraljević je osnovao Ratni stožer HOS-a za Hercegovinu 18. prosinca 1991. u Ljubuškom. Tajnicom Ratnog stožera imenovao je Katicu Pernar.
HOS se, na čelu s Kraljevićem, počinje suprotstavljati HDZ-u BiH i Hrvatskom vijeću obrane. Iako su HDZ BiH i HVO bili legitimni predstavnici Hrvata u Bosni i Hercegovini, Kraljević je inzistirao na njihovom podređivanju HOS-u. S druge strane, u vrijeme zaoštravanja odnosa između Hrvata i muslimana, surađivao je s Alijom Izetbegovićem i Teritorijalnom obranom BiH. U kolovozu 1992. Kraljević je imenovan general bojnikom Armije Republike Bosne i Hercegovine i postavljen je u njezin Glavni stožer.
Nedugo nakon što je postao generalom Armije RBiH, Kraljević je nakon sastanka u Mostaru pod nerazjašnjenim okolnostima poginuo u razmjeni vatre između HVO-a i HOS-a 9. kolovoza 1992. Pred kraj kolovoza 1992. HOS u Bosni i Hercegovini je raspušten.

## Poslije rata
Na općim izborima 1996. HSP BiH dobio je dva zastupnika u Zastupničkom domu u Parlamentu Federacije BiH, te je stekao status parlamentarne stranke u pet od deset županija FBiH.
Na Četvrtom saboru HSP-a BiH održanom u Mostaru 2. listopada 1999., za predsjednika HSP-a BiH izabran je Zdravko Hrstić, jedini predloženi kandidat. Na Saboru je usvojen novi Statut stranke, a među bitnijim promjenama bila je promjena naziva stranke iz HSP BiH u HSP, bez predznaka "BiH", a kao sjedište stranke određen je Ljubuški.
Hrstić je na Saboru obznanio glavne smjernice djelovanja HSP-a u BiH, među kojima su bili tješnje povezivanje s Hrvatskom i opstanak BiH, osudio je korupciju i tihu reviziju Daytonskog mirovnog sporazuma na štetu Hrvata u BiH. Istodobno je osudio slabe napore oko povratka izbjeglica i raseljenih osoba, minorizaciju uloge Hrvata u obrani BiH i politizaciju Međunarodnog suda u Haagu.
Na Saboru stranke sudjelovali su, kao gosti, i predsjednik HSP-a u Hrvatskoj, Anto Đapić, te predstavnik hrvatskog člana Predsjedništva BiH Ante Jelavića, ujedno predsjednika HDZ-a BiH, Marko Tokić, glavni tajnik HDZ-a BiH. Pored njega iz HDZ-a BiH na Saboru je sudjelovao i Ivo Marić, ministar u Hercegovačko-neretvanskoj županiji kao predstavnik Rade Bošnjaka, predsjednika županijskog HDZ-a BiH. Na Saboru je izraženo uvjerenje da će sve hrvatske političke stranke u BiH "raditi na dobrobit hrvatskog naroda i na hrvatskom pravu na BiH i slobodu".

### Opći izbori 2000.
Na sljedećim općim izborima održanim u studenome 2000., HSP je nastupio pod sloganom "Vrijeme je za HSP".
U vrijeme izborne kampanje 2000. HSP kritizirao je hrvatskog predsjednika Stjepana Mesića zbog lošeg odnose prema Hrvatima u BiH. Istovremeno, HSP se pod Hrstićevim čelništvom zalagao za jednakopravnost i konstitutivnost Hrvata u BiH te za stvaranje trećeg entiteta s hrvatskom većinom.
Na izborima je HSP dobio jedan kompenzacijski mandat za zastupnika u Zastupničkom domu PFBiH, a za zastupnika je izabran Hrstić.
U usporedbi s ranijim izborima 1996., HSP je izgubio parlamentarni status u dvije županije. Dobio je jednog od 21 zastupnika u Skupštini Županije Posavskoe; jednog od 30 zastupnika u Skupštini Hercegovačko-neretvanske županije; te jednog od 25 zastupnika u Skupštini Hercegbosanske županije.
U vlast su nakon općih izbora 2000. ušli nelegitimni hrvatski predstavnici koje je predvodila Nova hrvatska inicijativa u sklopu koalicija Alijansa za promjene kojo je na čelu bio Krešimir Zubak. HSP je žestoko kritizirao taj potez zbog nepoštovanja volje hrvatskog naroda. Na zasjedanju Glavnog stana HSP-a održanog u Novom Travniku u veljači 2001., Hrstić je izrazio potrebu raspisivanja novih izbora i kažnjavanja Zubakove stranke od međunarodne zajednice koju je prozvao kvislinškom.

### Opći izbori 2002.
U vrijeme priprema za opće izbore 2002., HSP je počeo kritizirati HDZ BiH zbog teškog položaja Hrvata u BiH te pokušava ujediniti druge pravaške stranke u jednu. S Ujedinjenom strankom prava kojoj je na čelu bio Miljenko Miloš, HSP je potpisao sporazum o ujedinjenju 17. lipnja 2002. Međutim, ujedinjenje s drugom najjačom pravaškom frakcijom u to vrijeme, Hrvatskim pravaškim blokom, bilo je odbijeno kako je HSP tu stranku kritizirao za promicanje unitarističke, građanske politike.
HSP je polučio katastrofalne rezultate na izborima, osvojišvi ukupno oko 5000 glasova. Od toga trenutka počele su nesuglasice i unutarnje borbe u HSP-u. U prosincu 2003., Ivan Bešlić naveo je u svojoj knjizi Čuvari Jugoslavije, suradnici UDBE u BiH Zdravka Hrstića kao suradnika Službe državne sigurnosti (ranije UDBE) u BiH. Hrstić je to odbacio i ustvrdio da je zbog toga pitanja vođen spor pred Općinskim sudom u Ljubuškom, koji je završio u njegovu korist.

### Raskol
Krajem 2003. Glavni stan HSP-a u Čapljini je utvrdio način prema kojem će biti birani sabornici na redovnom stranačkom saboru koji se trebao održati u Domaljevcu u veljači 2004. U to vrijeme Hrstić je gubio podršku unutar stranke te je bilo izgledno da će biti smijenjen s predsjedničke dužnosti. Dvadesetak dana nakon zasjedanja Glavnog stana, Hrstić je raspustio sve podružnice i općinska vijeća HSP-a, poništio zaključke Glavnog stana te najavio održavanje izvanrednog sabora u ožujku.
Na Hrstićevo djelovanje reagirao je i HSP iz Hrvatske te njegov predsjednik Đapić, ustvrdivši da Hrstić nije imao ovlasti poništiti odluke Glavnog stana i raspustiti stranačke podružnice. Đapić je izrazio podršku odlukama Glavnog stana i tražio poštovanje Statuta i odluke većine članova stranke. Hrstić je nakon toga iskazao neposlušnost Đapiću te dobio podršku svojih suradnika.
Na izvandrednom Saboru HSP-a BiH održanom u Posušju 7. ožujka 2004. za predsjednika stranke ponovno je bio izabran Zdravko Hrstić. Održavanje mjesta i vremena Sabora nije bilo poznato medijima. Istovremeno se u Domaljevcu održao usporedno još jedan izvanredni Sabor stranke na kojemu je bio prisutan predsjednik HSP-a iz Hrvatske, Anto Đapić. Na Saboru u Domaljevcu za predsjednika stranke izabran je Zvonko Jurišić. Broj sudionika na oba sabora nije poznat. Prema izvješću sa Sabora u Posušju, od 177 pozvanih, na Saboru je sudjelovalo njih 131, a na Saboru u Domaljevcu, od isto toliko pozvanih, sudjelovao je njih 156.
Od 2004. paralaleno su djelovale dvije stranke prava, Hrvatska stranka prava Bosne i Hercegovine i Hrvatska stranka prava BiH Đapić – dr. Jurišić. Razlog tomu je bila nemogućnost registriranja pod već postojećim imenom. Takvo stanje bilo je sve do 2010. kada se HSP BiH ugasio i HSP Đapić – dr. Jurišić nastavio djelovati kao HSP BiH. Za izbore 2018. godine ponovo se pojavila i stranka pod imenom HSP, što je Izborna komisija ocijenila zbunjujućim za birače.

## Uspjesi na izborima

### Županijske skupštine u FBiH
| županija                 | broj zastupnika | broj zastupnika | broj zastupnika | broj zastupnika | broj zastupnika |
| županija                 | 1996.           | 1998.           | 2000.           | 2002.           | 2006.           |
| ------------------------ | --------------- | --------------- | --------------- | --------------- | --------------- |
| Unsko-sanska             | 0 / 50          | 0 / 50          | 0 / 30          | 0 / 30          | 0 / 30          |
| Posavska                 | 0 / 20          | 0 / 31          | 1 / 19          | 1 / 21          | 0 / 21          |
| Tuzlanska                | 0 / 50          | 0 / 50          | 0 / 35          | 0 / 35          | 0 / 35          |
| Zeničko-dobojska         | 0 / 59          | 0 / 50          | 0 / 35          | 0 / 35          | 0 / 35          |
| Bosansko-podrinjska      | 0 / 31          | 0 / 31          | 0 / 25          | 0 / 25          | 0 / 25          |
| Srednjobosanska          | 0 / 55          | 1 / 50          | 0 / 28          | 0 / 30          | 0 / 30          |
| Hercegovačko-neretvanska | 0 / 50          | 1 / 50          | 1 / 30          | 0 / 30          | 0 / 30          |
| Zapadnohercegovačka      | 2 / 31          | 3 / 31          | 1 / 21          | 1 / 23          | 0 / 23          |
| Sarajevska               | 0 / 45          | 0 / 45          | 0 / 35          | 0 / 35          | 0 / 35          |
| Hercegbosanska           | 0 / 15          | 1 / 30          | 1 / 23          | 1 / 25          | 0 / 25          |
| ukupno                   | 2 / 406         | 6 / 418         | 4 / 279         | 3 / 289         | 0 / 289         |

## Srodni članci
- Hrvatska stranka prava
- Hrvatska stranka prava Bosne i Hercegovine
- Hrvatske obrambene snage
- Pravaštvo u Bosni i Hercegovini